# Тишино (Сокольский район)
Тишино — упразднённая в 2021 году деревня в Сокольском районе Вологодской области.
Входила в состав Чучковского сельского поселения, с точки зрения административно-территориального деления — в Чучковский сельсовет. Расположена к северу от автодороги А123.
Расстояние по автодороге до районного центра Сокола — 87 км, до центра муниципального образования Чучкова — 5 км. Ближайшие населённые пункты — Клинцово, Мелино, Билино.
27 февраля 2021 года упразднена.

## Население
По данным переписи в 2002 году постоянного населения не было.